# Seanad Éireann (Freistaat)
Seanad Éireann (Irisch: Senat von Irland, Aussprache /ˈʃænˠǝdˠ ˈeːrʲǝnˠ/) bezeichnet das Oberhaus des irischen Parlaments (Oireachtas) zur Zeit des irischen Freistaates von 1922 bis 1936. Er ist auch unter dem Namen Senate oder First Seanad (1. Senat) bekannt und bildete neben dem  Dáil Éireann (Unterhaus) und dem britischen König die dritte Säule der Regierung. Der Senat wurde 1922 unter der Verfassung des Irischen Freistaates eingerichtet und 1936 wegen seiner gegensätzlichen Haltung zu Reformprojekten der Regierung aufgelöst. Der Senat tagte, wie auch das heutige Oberhaus im Leinster House in Dublin.

## Machtbefugnisse
Der Senat war, so wie er 1922 errichtet wurde, dem Dáil untergeordnet und konnte dessen Entscheidungen und Gesetzesentwürfe lediglich kurzzeitig blockieren, aber nicht ablehnen. Trotzdem hatte der damalige Senat, im Vergleich zum heutigen Oberhaus der irischen Republik, das Gesetze nur für 3 Monate blockieren kann, eine größere Macht. Im Speziellen hatte der Senat die Macht, um
- Haushaltsentwürfe für 21 Tage, und
- alle anderen Gesetzesentwürfe um bis zu 270 Tage (ungefähr 9 Monate)

zu verzögern.

## Zusammensetzung und Wahl
Die Freistaatenverfassung von 1922 sah einen Senat mit insgesamt 60 Mitgliedern vor, die direkt gewählt wurden, für einen Zeitraum von 12 Jahren. Alle 3 Jahre sollte ein Viertel (15 Sitze) des Senats mittels Verhältniswahlsystem und Single Transferable Vote in einer landesweiten Wahl gewählt werden.
Um aber mit einem funktionierenden Senat zu starten, wurden die anfänglichen Mitglieder durch das Dáil und den Präsidenten des Exekutivrates ernannt. Nach der ersten direkten Wahl (1925) wurde die Verfassung angepasst, so dass die dritte Wahl nach einem neuen (dritten) System stattfand. So erfolgte jede Wahl zum Senat vor dessen Auflösung unter einem anderen System.
Ursprünglich war für Senatsmitglieder ein Mindestalter von 35 Jahren vorgeschrieben. Durch eine Verfassungsänderung 1928 (die 8.) wurde dieses Alter auf 30 Jahre heruntersetzt.
Heute erhält jeder Senat nach jeder Senatswahl eine fortlaufende Nummer. Der (aktuelle) Senat, der 2007 gewählt wurde, ist der 23. Senat. Diese Nummernvergabe war während der Freistaatenzeit nicht üblich, da der Senat in Abschnitten gewählt wurde und die bisherigen Mitglieder weiterhin ihre Sitze behielten. Um dieser Tatsache Rechnung zu tragen, wurde der erste Senat, der nach 1937 gewählt wurde, als 2. Senat bezeichnet. Der Freistaatensenat, der durch drei getrennte Wahlen gewählt wurde, gilt demnach als „ein“ Senat.

### Die Senatswahl 1922
Eine Hälfte der anfänglichen Mitglieder des Senates wurden durch das Dáil mittels Single Transferable Vote gewählt; die andere Hälfte wurde durch den Präsidenten des Exekutivrates bestimmt. Diejenigen, die durch das Dáil gewählt wurden, wurden nochmals per Los in zwei gleich große Gruppen eingeteilt, denen man dreijährige bzw. neunjährige Dienstzeiten zuteilte. Das Gleiche passierte mit der Gruppe der vom Präsidenten bestimmten Mitglieder, die Mandate für 6 bzw. 12 Jahre erhielten. Der Präsident stimmte damals zu, bei seinen Nominierungen, die Minderheit der Protestanten zu berücksichtigen.

### Die Senatswahl 1925
1925 lief für ein Viertel der Senatsmitglieder deren Amtszeit ab. Zwischenzeitlich hatten 4 Austritte stattgefunden, deren Sitze durch Übergangsmitglieder besetzt wurden. Daher mussten 19 Sitze durch die Wahl neu besetzt werden. Die Verfassung sah folgende Möglichkeiten vor, als Senatsmitglied zu kandidieren:
- Ausscheidende Senatsmitglieder können sich selbst nominieren
- 19 Kandidaten werden von dem bestehenden Senat per Single Transferable Vote gewählt
- 38 Kandidaten werden vom Dáil nominiert (ebenfalls per Single Transferable Vote)

Bei der Wahl am 17. September 1925 wählte der ganze Freistaat (ohne Wahlkreise) direkt die 19 Senatoren aus insgesamt 70 Kandidaten. Die Auszählung dauerte ca. 2 Wochen. Das endgültige Resultat zeigt, dass im Gegensatz zu einer Listenwahl, Kandidaten ohne Parteizugehörigkeit bevorzugt waren.

### Die Senatswahl 1928 / Auflösung des Senats
Nach der Verfassungsänderung Nr. 6 im Jahr 1928, wurden die ausscheidenden Senatsmitglieder im gleichen Jahr durch den bestehenden Senat und das Dáil bestimmt. Unter diesem System fand lediglich eine Wahl statt, bevor der Senat 1936 durch die 24. Verfassungsänderung aufgelöst wurde.

## Berühmte Senatsmitglieder
- William Butler Yeats
- Douglas Hyde
- James Campbell